# Sinfonia Roma
La Sinfonia Roma in Do maggiore, Op. 37, è una sinfonia scritta dal compositore francese Georges Bizet tra il 1860 e il 1868, successivamente rivista più volte fino al 1871.
L'opera è la seconda delle sinfonie di Bizet. A differenza della sua prima sinfonia, anch'essa in Do maggiore, che fu scritta rapidamente all'età di 17 anni, Roma fu composta in un arco di undici anni, tra i 22 e i 33 anni. Bizet non ne fu mai completamente soddisfatto, sottoponendola a numerose revisioni, ma morì prima di terminare la sua versione definitiva. Tutti e quattro i movimenti sono stati eseguiti durante la sua vita, ma mai tutti nella stessa occasione. La sinfonia completa nella sua ultima revisione fu presentata per la prima volta nel 1880, dopo la sua morte. È forse a causa dell'insoddisfazione di Bizet che spesso si dice che l'opera è "incompiuta". Tuttavia, nella forma in cui esiste oggi, è un'opera completa e la partitura è annotata per intero. È stata registrata diverse volte ma non la si ascolta spesso in concerto.

## Storia
Bizet nel 1857 vinse il prestigioso Prix de Rome che gli impose di trascorrere i successivi due anni di studio gratuito presso l'Accademia di Francia, seguito da un anno di studio in Germania. Il musicista si era ambientato così bene a Roma che, grazie all'appoggio del direttore di Villa Medici, Jean-Victor Schnetz, riuscì a ottenere il permesso di rimanere a Roma fino al luglio 1860. Anziché tornare subito a Parigi, fece un giro per l'Italia, vedendo luoghi che non aveva visitato nei suoi primi viaggi nel 1858 e nel 1859. A Rimini progettò per la prima volta una sinfonia con ciascuno dei quattro movimenti dedicati a una diversa città italiana: Roma (movimento di apertura), Venezia (Andante), Firenze (Scherzo) e Napoli (finale). Potrebbe aver steso alcuni dei primi abbozzi in questo periodo. Quando arrivò a Venezia seppe che sua madre era gravemente malata, quindi tornò a casa nel mese di settembre 1860.
Nel 1861 aveva scritto lo Scherzo, ancora generalmente considerato il miglior movimento dell'opera. Fu eseguito privatamente nel novembre 1861 e in pubblico l'11 gennaio 1863, diretto da Jules Pasdeloup al Cirque Napoléon, al quale era presente Camille Saint-Saëns. Fu eseguito male e provocò una reazione ostile da parte di molti abbonati ai concerti. Fu tuttavia data un'altra esecuzione il 18 gennaio alla Société Nationale des Beaux-Arts e questa volta ricevette un'accoglienza molto più positiva.
A metà del 1866 aveva praticamente completato la sua prima versione dell'opera completa, ma senza orchestrazione; il primo movimento era un Tema e Variazioni. Bizet era però insoddisfatto e si mise a iniziare una riscrittura totale, curando in particolare il primo movimento, rivedendola ancora nel 1868. Tre movimenti della partitura rielaborata, meno lo Scherzo, furono eseguiti il 28 febbraio 1869, con il titolo Fantaisie symphonique: Souvenirs de Rome, ancora una volta diretti da Pasdeloup. Ai movimenti furono assegnati sottitoli programmatici Une chasse dans la forêt d'Ostie, Une Procession e Carnaval à Rome (questo era il movimento destinato a rappresentare Napoli). Bizet non era ancora contento del lavoro e procedette a rivederlo ancora una volta nell'estate del 1871; sembrò poi che avesse abbandonato la sinfonia e le sue revisioni, concentrandosi su altri progetti.
La sinfonia completa, nella sua ultima versione conosciuta, fu presentata in anteprima dopo la sua morte, nel 1880 ancora una volta diretta da Pasdeloup; contemporaneamente l'opera fu pubblicata dall'editore Choudens che modificò il titolo in Roma, troisième suite de concert, e probabilmente incorporò alcune delle modifiche apportate nel 1871.

## Il titolo
Come forma il lavoro si trova a metà strada tra una sinfonia e una suite sinfonica. Il dizionario Grove dice: "Non è sufficientemente esplicito come musica a programma e costruita in modo troppo negligente per una sinfonia astratta". Nonostante la descrizione di Bizet come una "sinfonia", è stata spesso classificata nelle opere di consultazione come una suite. Secondo alcune fonti è addirittura numerata come "Symphonic Suite No. 3". Un altro motivo per il titolo alternativo è che la sua precedente sinfonia era nella stessa tonalità, Do maggiore, e alcuni credevano che chiamare la sua seconda avventura sinfonica una suite avrebbe creato meno confusione. Tuttavia questa ridenominazione avrebbe potuto avvenire solo dopo il 1935 (60 anni dopo la morte di Bizet), quando per la prima volta fu resa nota al mondo l'esistenza stessa della sua prima sinfonia, la Sinfonia in Do.

## La composizione
Roma è un lavoro molto diseguale. Lo Scherzo è solitamente indicato come il suo miglior movimento, pieno di vivacità e grazia. I movimenti esterni contengono sia brillantezza sia pedanteria accademica e il movimento lento non è generalmente ben considerato, a volte viene descritto come "pesante e noioso". Tuttavia Gustav Mahler pensava abbastanza bene di Roma da dirigere la prima di Vienna nel 1898-99 e per farla conoscere al pubblico americano nel suo tour del 1910. La sua vera prima negli Stati Uniti fu l'11 novembre 1880 alla Metropolitan Concert Hall, diretta da Theodore Thomas. Il critico dell'epoca del New York Times disse che, sebbene nel lavoro ci fosse molto da ammirare, era un arrangiamento grezzo e aveva un'aria di incompletezza.

## Struttura
La sinfonia è costituita da quattro movimenti:
- Andante tranquillo, a cui segue un Allegro agitato (Do maggiore)
- Allegretto vivace, Scherzo
- Andante molto (Fa maggiore)
- Allegro vivacissimo (Finale).

Una esecuzione standard dura circa 31 minuti.

## Incisioni
È stata registrata diverse volte, con direttori come Sir Thomas Beecham, Lamberto Gardelli, Louis Frémaux, Michel Plasson, Jean-Claude Casadesus, Enrique Batiz e Fuat Mansurov.
Il Finale è stato talvolta registrato separatamente, con il titolo "Carnaval", o "Carnaval à Rome".